# 미국 주군시 공무원연맹
미국 주군시 공무원연맹(American Federation of State, County and Municipal Employees; AFSCME)는 미국에서 가장 큰 공무원 노동조합이다. 총 130만 명의 현직 공무원 및 퇴직자를 대변한다. 여기서 공무원이라 함은 보건근로, 교정시설, 환경미화, 경찰, 소방, 보육기관 등이 포함된다 1932년 위스콘신주 매디슨 시에서 출범했으며 AFL-CIO에 가맹 중이다. 출범 이래 네 명의 총재가 임기를 수행했다.